# Thailand Route 22

„Highway 22“

Die Thailand Route 22 (thailändisch: ถนนนิตโย Thanon Nittayo; Deutsch: Nationalstraße Nr. 22, im englischen Sprachgebrauch Highway 22) ist eine Schnellstraße in Thailand und Bestandteil des Asian Highway AH15. 

## Straßenverlauf
Thailand Route 22 ist eine Schnellstraße in der Nordostregion (Isan) und wurde seit Beginn des dritten Jahrtausends zur mehrspurigen Schnellstraße ausgebaut. 
Die Nationalstraße Nr. 22 beginnt im Stadtzentrum von Udon Thani am Ha Yaek Nam Phu (Fountain Circle). Der Highway führt durch die Provinz Sakon Nakhon an der Stadt Sakon Nakhon und am Flughafen Sakon Nakhon vorbei. Die Schnellstraße endet in Nakhon Phanom, am Ufer des Mekong an der Dritten Thailändisch-Laotischen Freundschaftsbrücke.

## Eindrücke vom Straßenverlauf

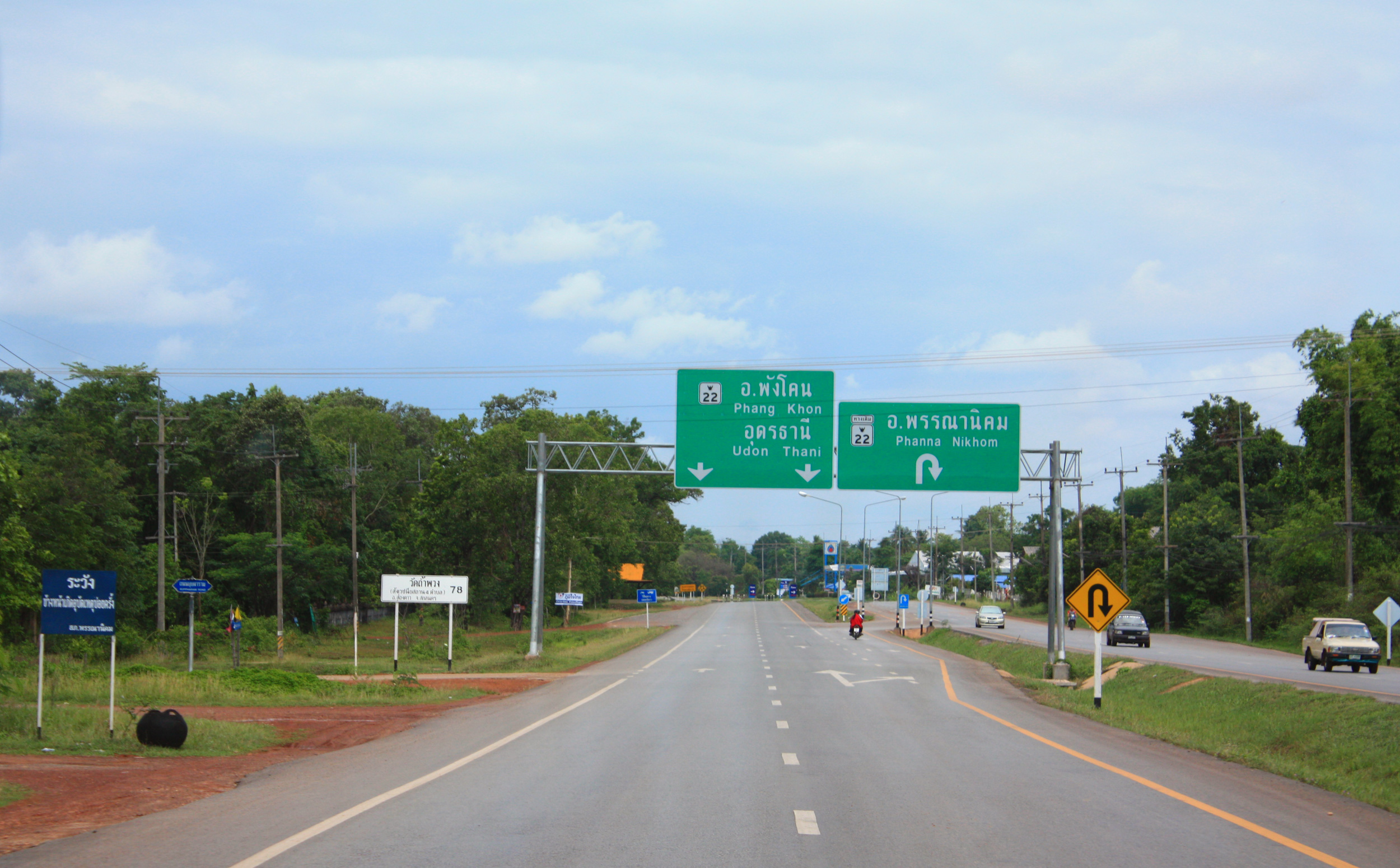
Amphoe Phanna Nikhom, Provinz Sakon Nakhon
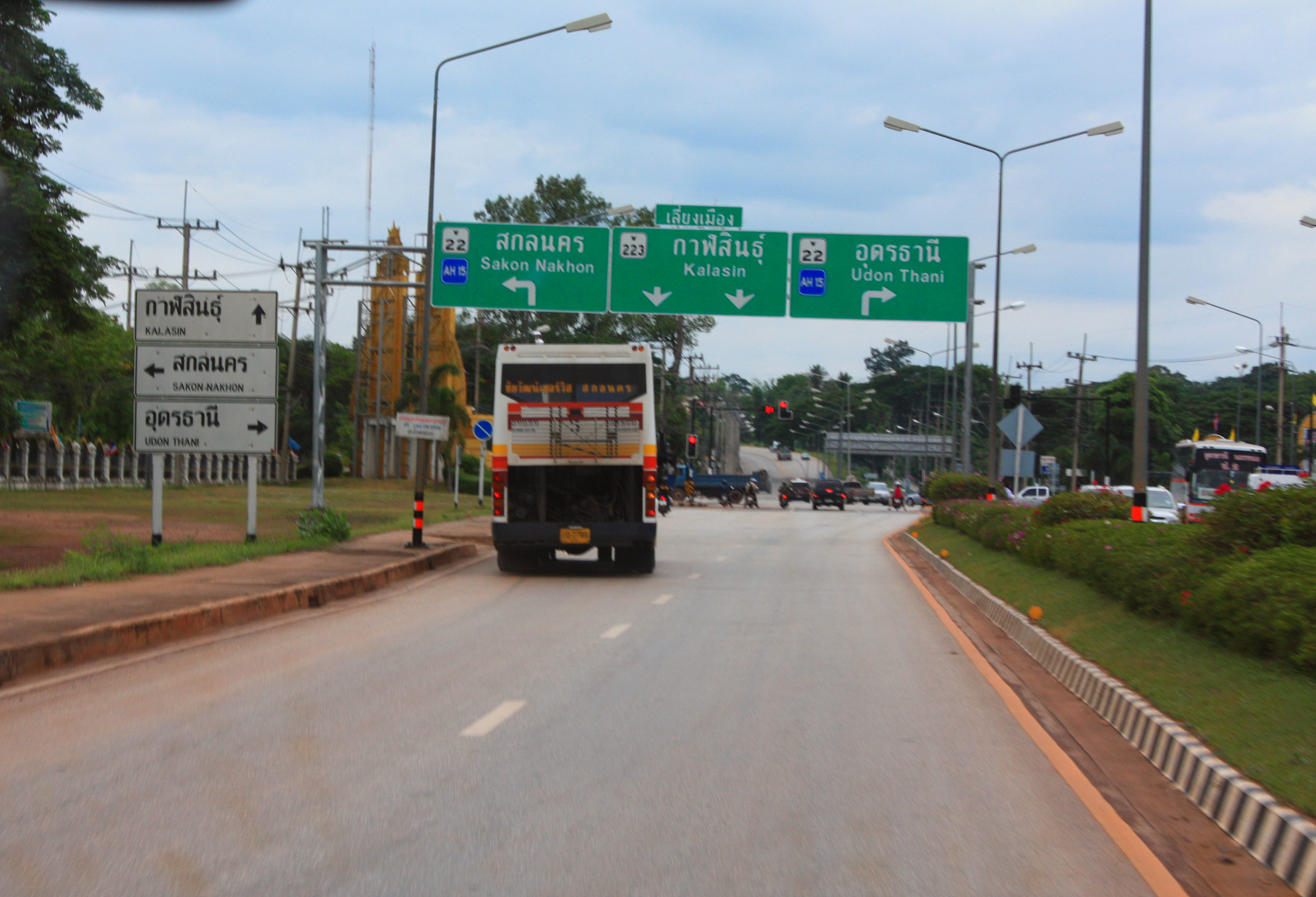
Amphoe Mueang Sakon Nakhon
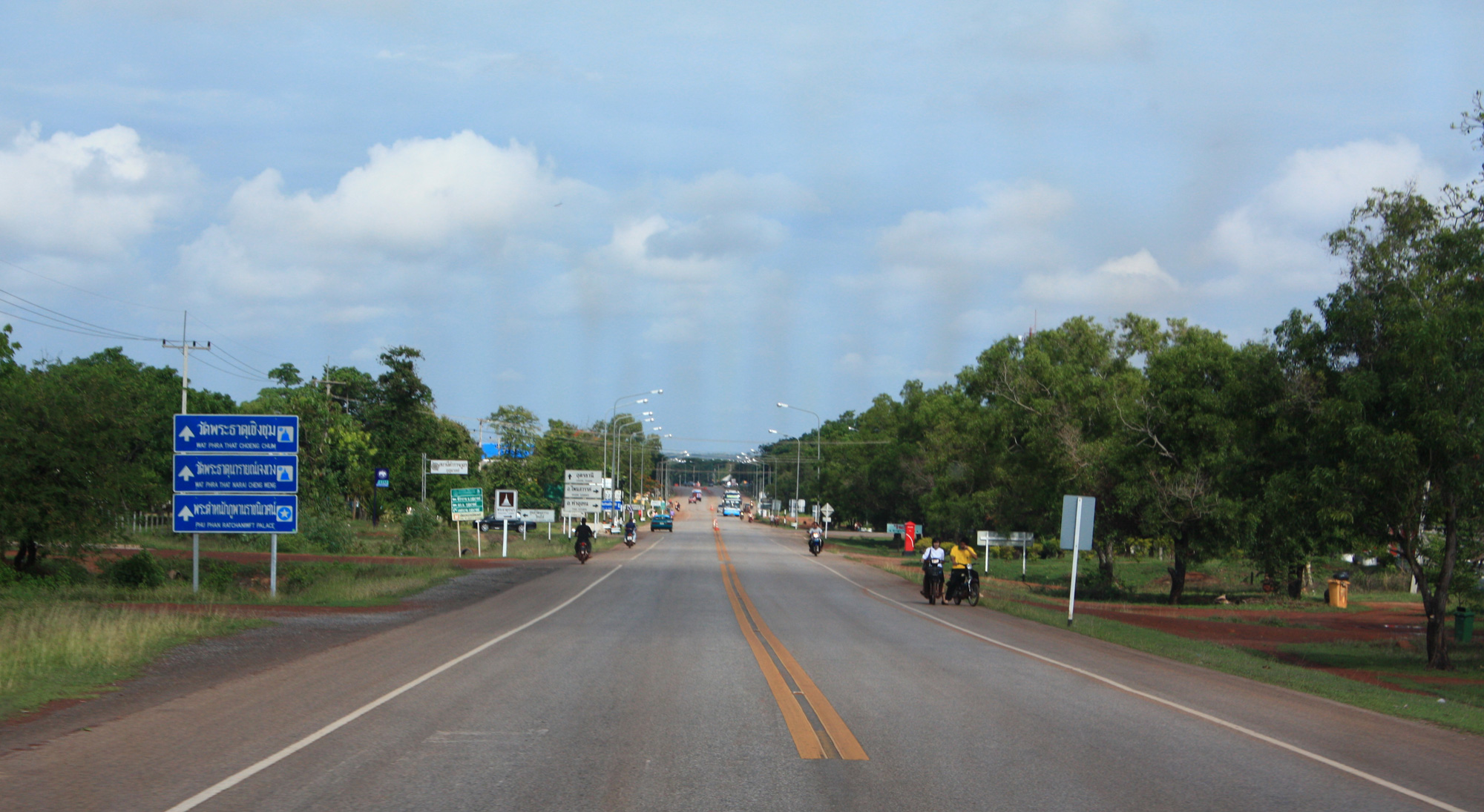
Amphoe Kusuman, Provinz Sakon Nakhon
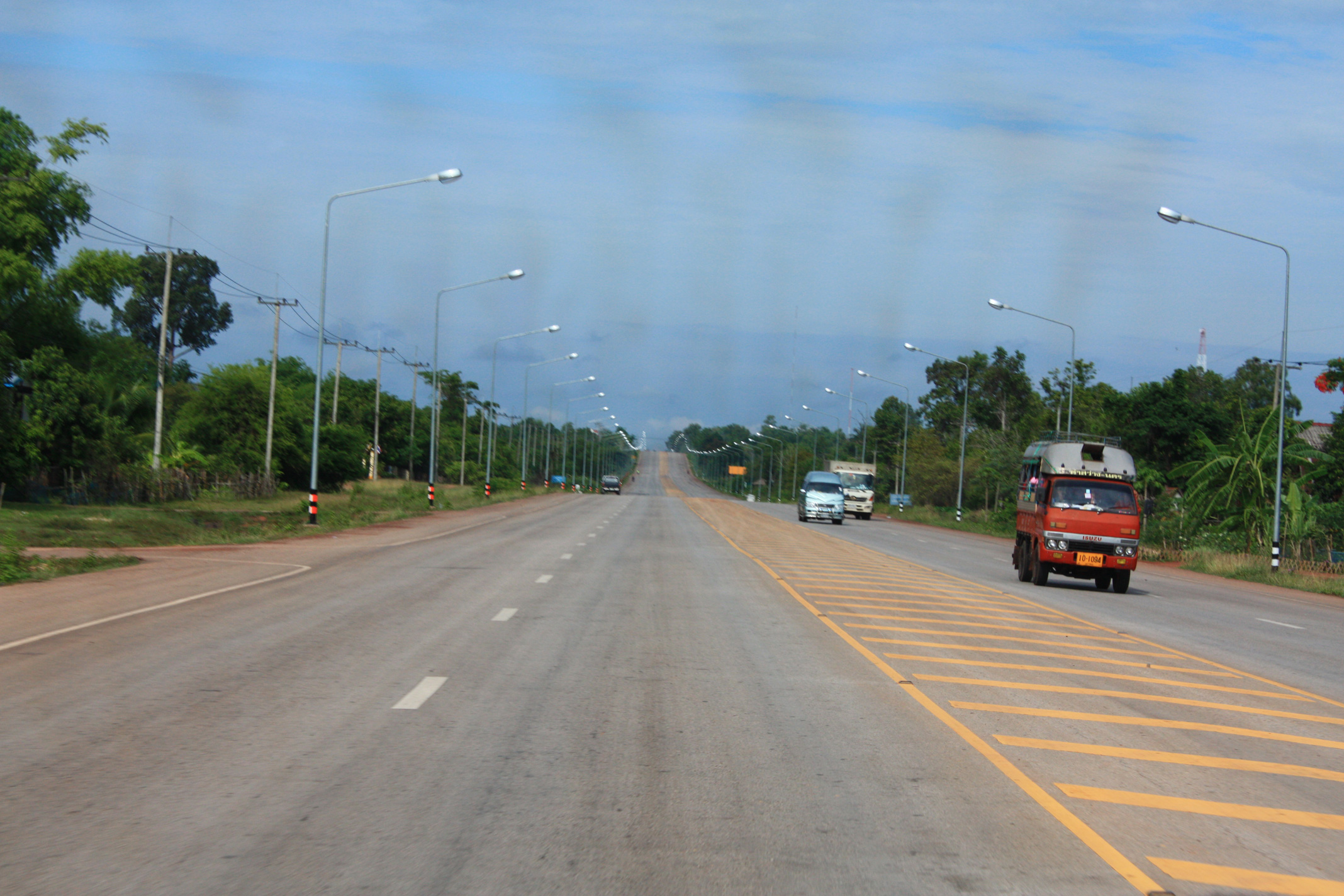
Amphoe Mueang Nakhon Phanom

## Kartenmaterial
- ThinkNet: Road Map of Thailand. MapMagic CD + Paper Map. Multi-Purposes Bilingual Mapping Software, Bangkok, Ausgabe 2008